# Lithocarpus melanochromus
Lithocarpus melanochromus Chun & Tsiang ex C.C.Huang & Y.T.Chang – gatunek roślin z rodziny bukowatych (Fagaceae Dumort.). Występuje naturalnie w południowych Chinach – w południowo-zachodnich częściach regionu autonomicznego Kuangsi i prowincji Guangdong. 

## Morfologia
PokrójZimozielone drzewo dorastające do 8–15 m wysokości.
LiścieBlaszka liściowa jest skórzasta, owłosiona od spodu i ma kształt od podługowatego do lancetowatego. Mierzy 4–11 cm długości oraz 1–3,5 cm szerokości, jest całobrzega, ma klinową lub zbiegającą po ogonku nasadę i spiczasty wierzchołek. Ogonek liściowy jest nagi i ma 5–15 mm długości.
OwoceOrzechy otulone są w miseczkach do połowy ich długości. Osadzone są pojedynczo w miseczkach w kształcie kubka, które mierzą 5–8 mm długości i 12–18 mm średnicy. .

## Biologia i ekologia
Rośnie w wiecznie zielonych lasach. Występuje na wysokości od 600 do 1200 m n.p.m. Kwitnie od maja do lipca, natomiast owoce dojrzewają od sierpnia do października.